# Salim ibn Thuwaïni
Salim ibn Thuwaïni, né à Mascate et mort le 7 décembre 1876 à Hyderabad en Inde, est sultan d'Oman du 11 février 1866, date à laquelle il fait assassiner son père, à 1868, lorsqu'il est déposé par son cousin Azzan ibn Qaïs.